# Урысон, Павел Самуилович
Па́вел Самуи́лович Урысо́н  (22 января [3 февраля] 1898, Одесса — 17 августа 1924, Ба-сюр-Мер, Пеи-де-ла-Луара, Франция) — советский математик.

## Биография
Родился 22 января (3 февраля) 1898 года в Одессе, в семье Самуила Иосифовича Урысона (1854, Вильковишки — 1927, Одесса), который вместе с братьями Гуго, Адольфом, Савелием и Яковом основал «Банкирский дом братьев Урысон» в Ковно и в 1892 году возглавил одесскую контору этого банка. Мать, Хая-Бейла Иоселевна (Берта Иосифовна) Рабинович, умерла, когда он был ребёнком, и заботу о нём взяли на себя его отец и сестра — детская писательница и литературовед Лина-София Самуиловна Нейман (1883—1971).
В 1910 году семья переехала в Москву. В школьные годы Павел мечтал стать физиком, но затем ему стала более интересной математика. В 1915 году поступил на физико-математический факультет Московского университета, где вскоре вошёл в научную школу знаменитого математика Н. Н. Лузина.
Окончив Московский университет в 1919 году, Урысон поступил в аспирантуру к Лузину и окончил её в 1921 году. Тогда же (с 30 марта 1921 года) начались его сотрудничество и дружба с П. С. Александровым. Урысон был сотрудником института математики и механики Московского университета и профессором 2-го Московского университета. Ходила легенда, что дарственная надпись на экземпляре первой книги П. С. Александрова своему другу Урысону звучала как «ПСУ от ПСА», и именно из-за этого случая у Александрова было прозвище «пёс».
Погиб в результате несчастного случая во время купания 17 августа 1924 года в Ба-сюр-Мер (Бретань, Франция).
По словам очевидцев, его ударило волной о скалы; П. С. Александров купался вместе с ним, но не пострадал.. Похоронен в городке Ле-Бен, близ места смерти.

## Вклад
Основные результаты получены Урысоном в области топологии, нелинейных дифференциальных уравнений, геометрии.
Ещё в аспирантуре Урысон выполнил несколько ярких научных работ. Они были посвящены теории дифференциальных уравнений и нелинейным уравнениям в бесконечномерном пространстве. Урысон также доказал теорему из области выпуклой геометрии о том, что шар является телом максимального объёма при фиксированной средней ширине. Совместно с Александровым Урысон основал советскую топологическую школу. Он создал новое направление в топологии — теория размерности. Он доказал так называемые метризационные теоремы о топологических пространствах.
В 1921—1922 годах в Московском университете он впервые в России прочитал курс топологии.
Пространство Урысона — построенный им пример метрического пространства, универсальный и однородный в очень сильном смысле. Этот пример ответил на вопрос, поставленный Морисом Фреше.

## Семья
- Сестра:
  - детский писатель Лина-София Самуиловна Нейман.
- Двоюродные братья:
  - германский публицист Йозеф Блох (1871—1936), основатель газеты «Sozialistische Monatshefte»;
  - шахматист Бениамин Маркович Блюменфельд;
  - правовед, редактор журнала «Вестник права» Исаак Савельевич Урысон (1877—1938, расстрелян)[2][6].
    - Сын двоюродной сестры — музыковед Л. А. Мазель.

## Труды
- Урысон П. С. Труды по топологии и другим областям математики. Т. 1, 2. — М.;Л., 1951.
- Александров П. С., Урысон П. С. Мемуар о компактных топологических пространствах. — 3-е изд. — М.: Наука, 1971. — 144 с.